# Maricá
Maricá est une municipalité de l'État de Rio de Janeiro au Brésil.
Sa population était estimée à 127 519 habitants en 2010. Elle s'étend sur 362 km2.
Elle fait partie de la Microrégion de Rio de Janeiro dans la Mésorégion Métropolitaine de Rio de Janeiro.
Charles Darwin y séjourna le 8 avril 1832 lors de son voyage autour du monde.

## Politique
La ville est devenue à partir de 2008 un bastion du Parti des Travailleurs (PT, gauche), dans un État traditionnellement de droite, mettant notamment en place la gratuité des transports et un revenu de base pour les familles pauvres.

## Organisation territoriale
Maricá est constituée de 50 bairros (quartiers) et 4 distritos (districts).
| 1º Distrito: Centro  |
| -------------------- |
| Araçatiba            |
| Barra de Maricá      |
| Camburi              |
| Caxito               |
| Centro               |
| Condado de Maricá    |
| Flamengo             |
| Itapeba              |
| Jacaroá              |
| Lagarto              |
| Marquês de Maricá    |
| Mumbuca              |
| Parque Nanci         |
| Pilar                |
| Pindobas             |
| Ponta Grossa         |
| Restinga de Maricá   |
| Retiro               |
| São José do Imbassaí |
| Silvado              |
| Ubatiba              |
| Zacarias             |

| 2º Distrito: Ponta Negra |
| ------------------------ |
| Balneário Bambuí         |
| Bananal                  |
| Caju                     |
| Cordeirinho              |
| Espraiado                |
| Guaratiba                |
| Jaconé                   |
| Jardim Interlagos        |
| Manoel Ribeiro           |
| Pindobal                 |
| Ponta Negra              |
| Vale da Figueira         |

| 3º Distrito: Inoã |
| ----------------- |
| Calaboca          |
| Cassorotiba       |
| Chácaras de Inoã  |
| Inoã              |
| Santa Paula       |
| Spar              |

| 4º Distrito: Itaipuaçu   |
| ------------------------ |
| Barroco                  |
| Cajueiros                |
| Itaocaia Valley          |
| Jardim Atlântico Central |
| Jardim Atlântico Leste   |
| Jardim Atlântico Oeste   |
| Morada das Águias        |
| Praia de Itaipuaçu       |
| Recanto de Itaipuaçu     |
| Rincão Mimoso            |

## Maires
| Période | Période | Identité                           | Étiquette | Qualité |
| ------- | ------- | ---------------------------------- | --------- | ------- |
| 2009    | 2012    | Washington Luiz Cardoso « Quaquá » | PT        |         |